# Franca
Franca là một thành phố Brasil, là thủ khu tự quản Franca. Thành phố này thuộc bang São Paulo. Dân số theo điều tra năm 2010 của Viện Địa lý và Thống kê Brasil là 330.938 người. Đây là thành phố đông dân thứ 72 của Brasil. Thành phố nằm ở khu vực có độ cao 1040 mét.